# Сагурамо
Сагурамо (груз. საგურამო) — село в Грузії.
За даними перепису населення 2014 року в селі проживає 1921 особа.